# スラッシュ (ミュージシャン)
サウル・ハドソン（Saul Hudson、1965年7月23日 - ）は、スラッシュ（Slash）の名で知られるイングランド出身ロサンゼルス育ちのギタリスト、ソングライター。
アメリカのロックバンド『ガンズ・アンド・ローゼズ』のギタリストであり、『スラッシュズ・スネイクピット』や『スラッシュ・フィーチャリング・マイルス・ケネディ・アンド・ザ・コンスピレターズ』を率いるなど様々なプロジェクトにも参加し精力的に活動している。シルクハットとサングラスがトレードマーク。
ローリング・ストーン誌選定『歴史上最も偉大な100人のギタリスト』第65位。

## 概要・略歴
1965年、ロンドン郊外のハムステッドの裕福な家庭に生まれた。父は、イギリス人の音楽プロデューサー、アンソニー・ハドソン（Anthony Hudson）。母は、1970年代に活動したアフリカ系アメリカ人のファッションデザイナー、オラ・ハドソン（Ola Hudson）(1946年〜2009年)。11歳までをイギリスのストーク＝オン＝トレントで過ごした。
1974年、母親の仕事の関係でロサンゼルスに移住。
1979年にスティーヴン・アドラーと出会い、当初はギターとベースの違いもよく分からず、最初はベースを選んでプレイしていたが、当時出会ったギター講師がギターを弾いているのを見て、これがしたいと決めた。ビバリーヒルズ高校に進学したが15歳で中退し、ヒモやドラッグの売人で生活費を稼ぎながらバンド活動を行っていた。
ブラックシープ、ロードクルーといったバンドを経て、1985年に当時Hollywood Roseというローカルバンドで活躍していたアクセル・ローズ、イジー・ストラドリンから新しいバンド「ガンズ・アンド・ローゼズ」へ誘われ、スティーブン・アドラーとシアトル出身のベーシスト、ダフ・マッケイガンと共に結成した。1985年、1986年とハリウッド界隈のナイトクラブでライブを行い、同年3月にゲフンレコードとレコード契約を結び、1987年にファーストアルバムをリリース。
日本国内ではLAメタルと呼ばれるムーブメント後半に登場し、当時の流行からは外れたプレースタイルとGibsonのレスポールを弾きその後世界的なロックギタリストとして認知される。

## 活動
1994年に結成、翌1995年にデビューした自身が率いるバンド「スラッシュズ・スネイクピット」や、レニー・クラヴィッツ、マイケル・ジャクソン、ド―トリーといったアーティストのプロジェクトに参加するなど、多方にわたり活動している。特にマイケル・ジャクソンとは「ギヴ・イン・トゥ・ミー」や「D.S.」でギターを演奏したり、1995年のMTV Video Music Awardsでのパフォーマンスやマイケルの30周年記念公演に参加するなど共演の機会も多かった。また日本のアーティストとは1997年、Jの楽曲「BUT YOU SAID I'M USELESS」にギターソロで参加している他、2015年には三代目 J Soul Brothers from EXILE TRIBEの「STORM RIDERS」にも参加している。また自身のソロプロジェクトの楽曲「SAHARA〜feat. 稲葉浩志」にはB'zの稲葉浩志が参加している。
1996年、アクセル・ローズとの不和が原因でバンドを脱退。
2004年、同じくガンズを脱退したダフ・マッケイガン、マット・ソーラムの2人と、ストーン・テンプル・パイロッツのスコット・ウェイランド、デイヴ・クシュナーとの5人でヴェルヴェット・リヴォルヴァーを結成。

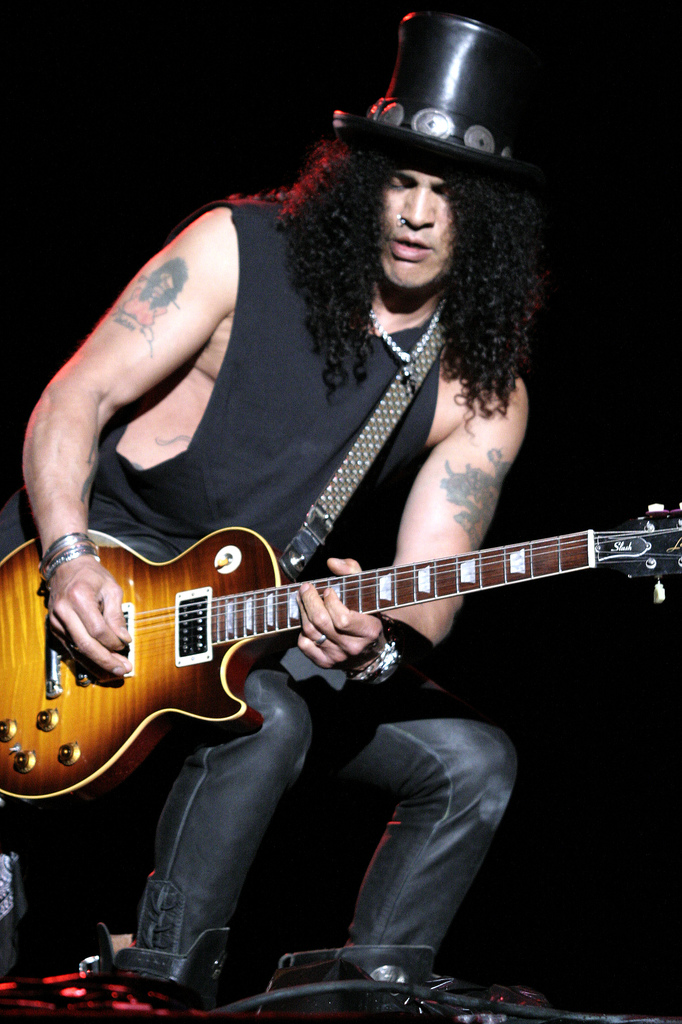
2007年のスラッシュ

2008年、スコット・ウェイランドがヴェルヴェット・リヴォルヴァ―を脱退しバンド活動が停止。その後メンバー探しのオーディションなどが行われるが、正式な声明がないまま事実上バンドは解散状態になる。
2010年、自身初のセルフ・タイトル・アルバムを発表。スラッシュからのラヴ・コールを受けたオジー・オズボーン、イギー・ポップ、アリス・クーパー、モーターヘッドのレミー・キルミスター、レッド・ホット・チリ・ペッパーズのフリー、デイヴ・グロール、クリス・コーネル、キッド・ロック、マルーン5のアダム・レヴィーン、ブラック・アイド・ピーズのファーギー、日本からはB'zの稲葉浩志など、錚々たるミュージシャンたちに加え、アクセル・ローズを除いたガンズのオリジナル・メンバーが全員レコーディングに参加する形となった。
2012年、セルフ・タイトル・アルバムに2曲参加したヴォーカリスト、マイルス・ケネディを加え、スラッシュ・フィーチャリング・マイルス・ケネディ・アンド・ザ・コンスピレターズを結成。同年この名義として初のスタジオ・アルバム『アポカリプティック・ラヴ』を発表。
2014年、2作目のスタジオ・アルバム『ワールド・オン・ファイアー』を発表。

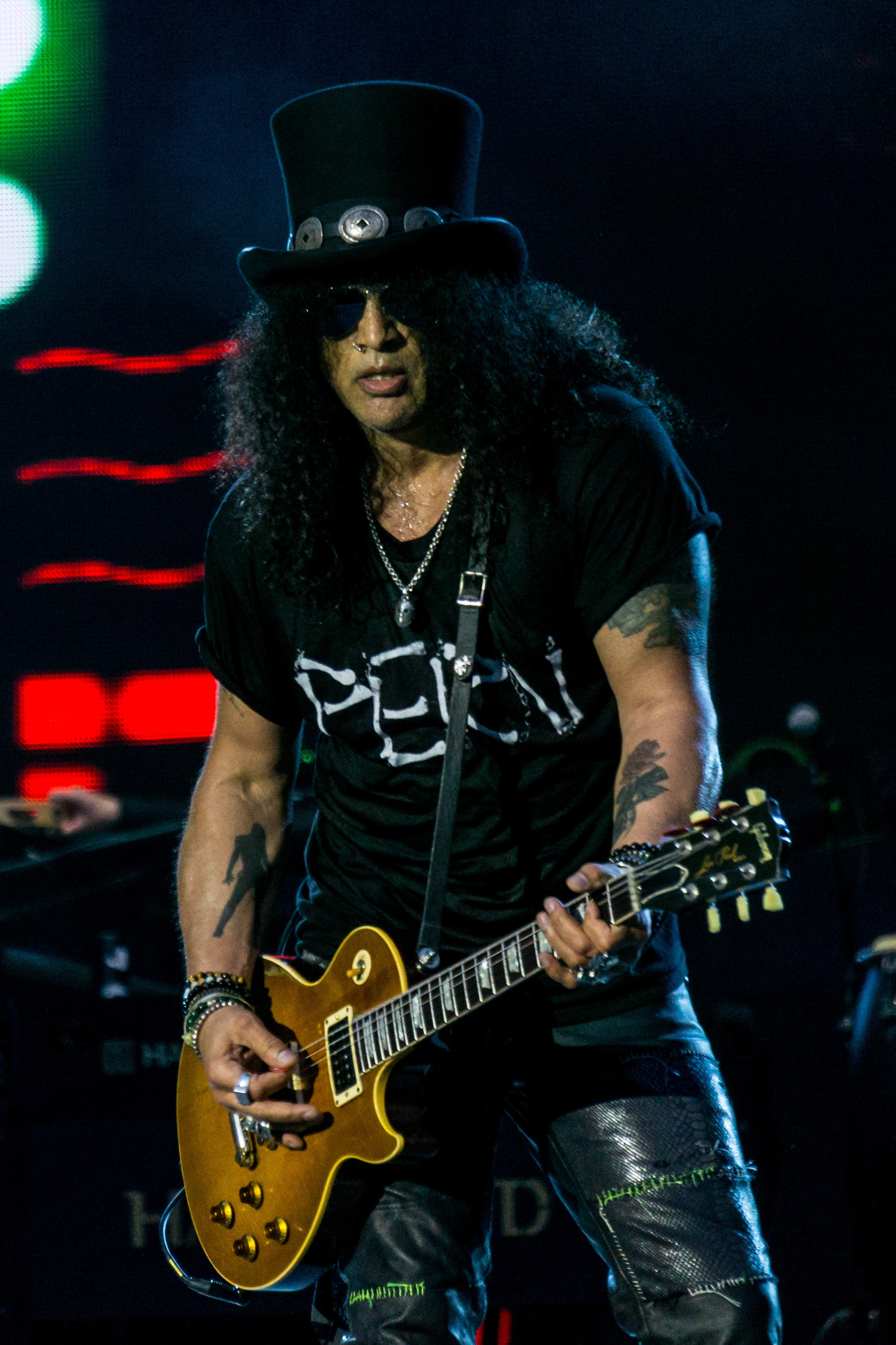
ガンズ・アンド・ローゼズ - ロンドン公演 (2017年6月)

2016年1月、古巣「ガンズ・アンド・ローゼズ」に、ダフ・マッケイガンと共に20年ぶりの正式復帰を果たした。

## 人物

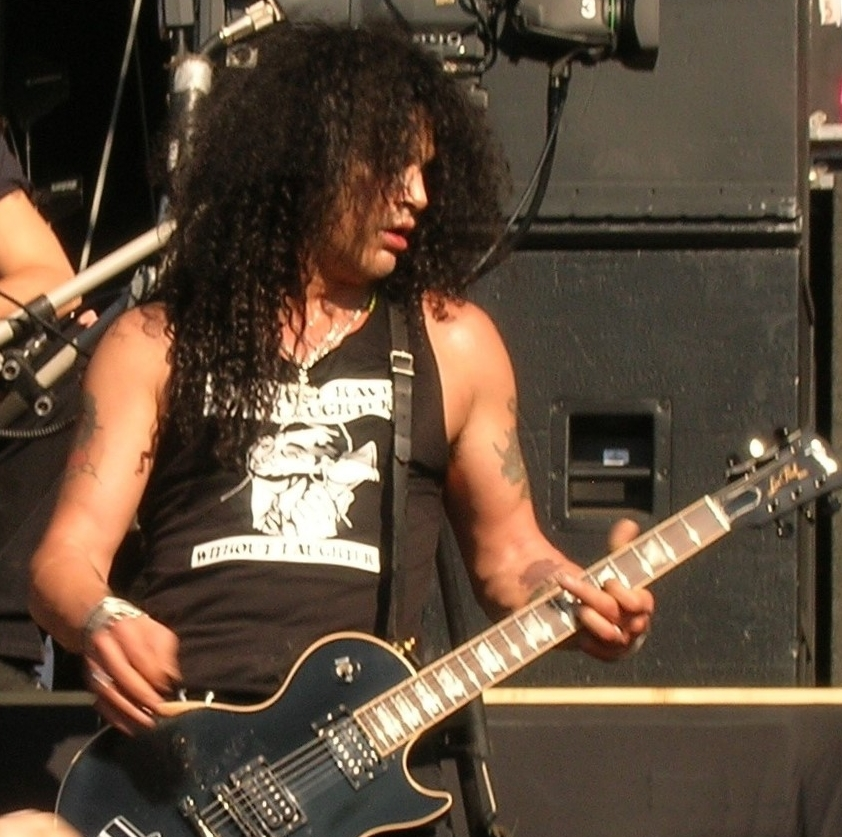
シルクハットを脱いだ素顔 (2012年)

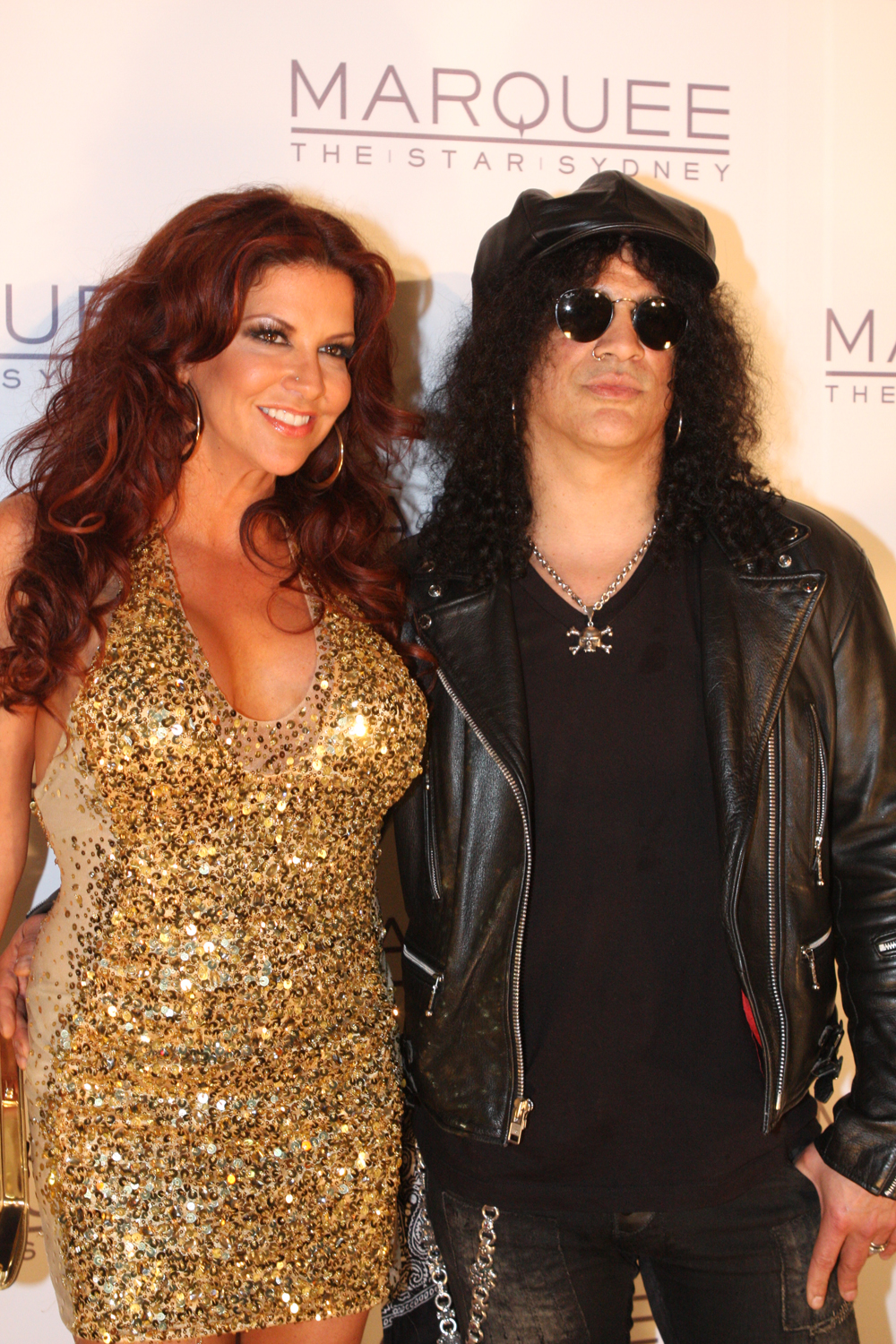
妻パーラ・フェラーと (2012年)

- 長いスパイラルヘアーで、シルクハットとサングラスが特徴。身長178cm。
- 「スラッシュ」という名前は、友人の父親で俳優のシーモア・カッセルがスラッシュが彼の家にいつも遊びに来ていた際に、小さくて針金みたいな子供でいつも走り回っていたということから名付けた。
- また、シーモア・カッセルがローリング・ストーンズのメンバーと親しく、彼の家に遊びに行った際にスラッシュと出会っている。特にロニー・ウッドは外交的な性格な為、当時13、4歳ぐらいだったスラッシュにも気軽に声を掛け遊んでいた。彼とはその当時からの友人である。
- シルクハットは、ガンズ・アンド・ローゼズの1985年のツアーから被っている[5]。イジーの当時の彼女デシ・クラフトのバイクに乗せて貰い、メルローズのショップで盗んだ。スラッシュは「自分のバランスをとる助けになる最高の帽子だった」と語っている。それから15年間愛用していたが、グラミー賞授賞式が行われた2005年2月13日に彼のリムジンから盗まれた。その後、ハリウッド警察の協力を得て無事スラッシュの元へ戻った[6]。
- スティーヴン・アドラーの祖母が持っていたアコースティック・ギターを借りたのが、ギターを始めたきっかけとなった。そのギターは後に譲り受けている。その後、1日12時間時計会社でアルバイトし、自分のギターを手に入れた。
- ハイスクール時代は、BMXに夢中だった。
- 当初はベーシストを希望していたが、フェアファックスの音楽学校で師事していたロバート・ウォーハンの勧めにより、ギターに専念した。
- 初期にもっとも愛用していたレスポールはギブソン製ではなく（ロゴはギブソン）、カスタム・ギターメーカー、パフォーマンスのものだった。
- 一時期、スラッシュの母親がデヴィッド・ボウイと同棲していたため、義理の父親状態だったと本人が語ったことがある。デザイナーである母は、スラッシュのステージ衣装を作ってくれたこともある。しかしスラッシュは、ドラッグと交換してしまった。
- 絵の才能もあり、ガンズのデビュー前のライヴのチラシは、ほとんどスラッシュが描いていた。スラッシュの有名な右腕のタトゥーも、自らデザインした。
- 1984年には、ポイズンのオーディションを受けたことがある。知り合いであったマット・スミスの後任として誘われたが、加入はしなかった。その後任には、C・C・デヴィルが就いた。
- クルマ好きとしても知られ、イギリスの自動車バラエティ番組「トップ・ギア」に出演している。初めて自分で買ったのはホンダのCR-Xで、その後は弟に譲ったという。
- B'zの稲葉浩志とは、自身のアルバムに参加して以来、連絡を取り合う仲である。B'zデビュー25周年時には、公式サイトで祝辞を寄せている。また、松本孝弘とヤング・ギター2015年2月号で対談している。
- 1997年には、LUNA SEAのJのソロアルバムにもギターソロで参加している。
- 長年ライブ中やインタビュー中には必ずマルボロやジタンなどのタバコを嗜む愛煙家であったが、2010年に母親が肺癌で亡くなってから禁煙している[7]。
- 2011年3月11日東日本大震災が起きた3日後の3月14日に日本に対し追悼、励ましのメッセージを発信した。その年には大阪だけソロライブが開かれた。
- ジャックダニエルの愛飲者だった。現在はほとんど禁酒状態である。
- スラッシュの継娘である、（スラッシュのガールフレンドの、 Meegan Hodges の娘） Lucy-Bleu Knight が、2024年7月19日（25歳）にアメリカ・ロサンゼルスで亡くなったことを、同月27日に、彼のインスタグラムで公表した。 以下は、インスタグラムで公表された彼女へのメッセージの和訳である。                                                                    ｢僕の心には修復できないひびが入った。君を偲ぶこと、そして、君が常に持っていた＆今も持つ、幸せ、笑い、創造力、美しさの光を思い出すことを、僕は決してやめない。君のことをとても愛していた多くの人たちの人生における最もまぶしい光。君はいま心安らかにあるはずだとの望みに、慰みを見いだしている。永遠に君のことを愛する」

## 使用機材
- デビュー・アルバムのレコーディングからしばらくの間、メインギターとして使用していたのは、ロサンゼルス在住だったギター製作家のクリス・デリッグ(Kris Derrig・故人)が1986年頃に制作した1959年製ギブソンのレスポール・スタンダードのレプリカである。これはレコーディング時にマネージャーのアラン・ニーヴンが入手してスラッシュに与えたもの。著書によれば当時のスラッシュはほぼ破産状態で財政的に新しいギターを購入する資金も無く、1stアルバムのレコーディングにおいて思うような音作りが出来ず、途方に暮れていたところにアラン・ニーヴンがこのギターを持ってスタジオに現れ、スラッシュに買い与えたというもの[8]。
- 前述のレプリカは入手後1年ほどはツアーやライヴでも使用していたが、何度か盗難に遭いそうになるなどし、「絶対に代えの利かないギター」という事で、盗難や紛失、ツアーでの酷使による破損などのリスクを回避するために1988年にステージから完全引退させ、レコーディングのみで使用されるメインギターとして使用し続けている。ツアーやステージでは、その後ファンの間でも「ライヴ用のメインギター」として有名になる3ピーストップの1987年製のギブソン社製のレスポール・スタンダードを使用。当時まだ駆け出しでキャリアが浅くバンドの人気も知名度も今程ではなかった為、ギブソンに連絡してみたもののギターの提供は受けられず、結局お金を払って購入し、ギブソン側から送ってもらったギターであったが、送られてきたギターは所謂B級品（不具合や傷があるとして販売店から返品されたギター）で、使用し始めるまでにナットを削るなど微調整が必要な個体であった。
- 現在、ギブソンからはシグネイチャー・モデルも販売されている。
- その他、アーミングが必要な曲のためにフロイド・ローズ式トレモロを搭載したB.C.リッチ・モッキンバードや、自らアイデアを持ち込んで実現に漕ぎ着けた、12弦エレアコとエレクトリックのダブルネックであるGuild Crossroadなどがある。
- アンプは、マーシャル (アンプ)の、jcm800がメイン。一時期、シグネチュアモデルも発売されていた。
- エフェクターは、ジムダンロップのクライベイビーを使用。その他にも、BOSSのイコライザーなどを使用。

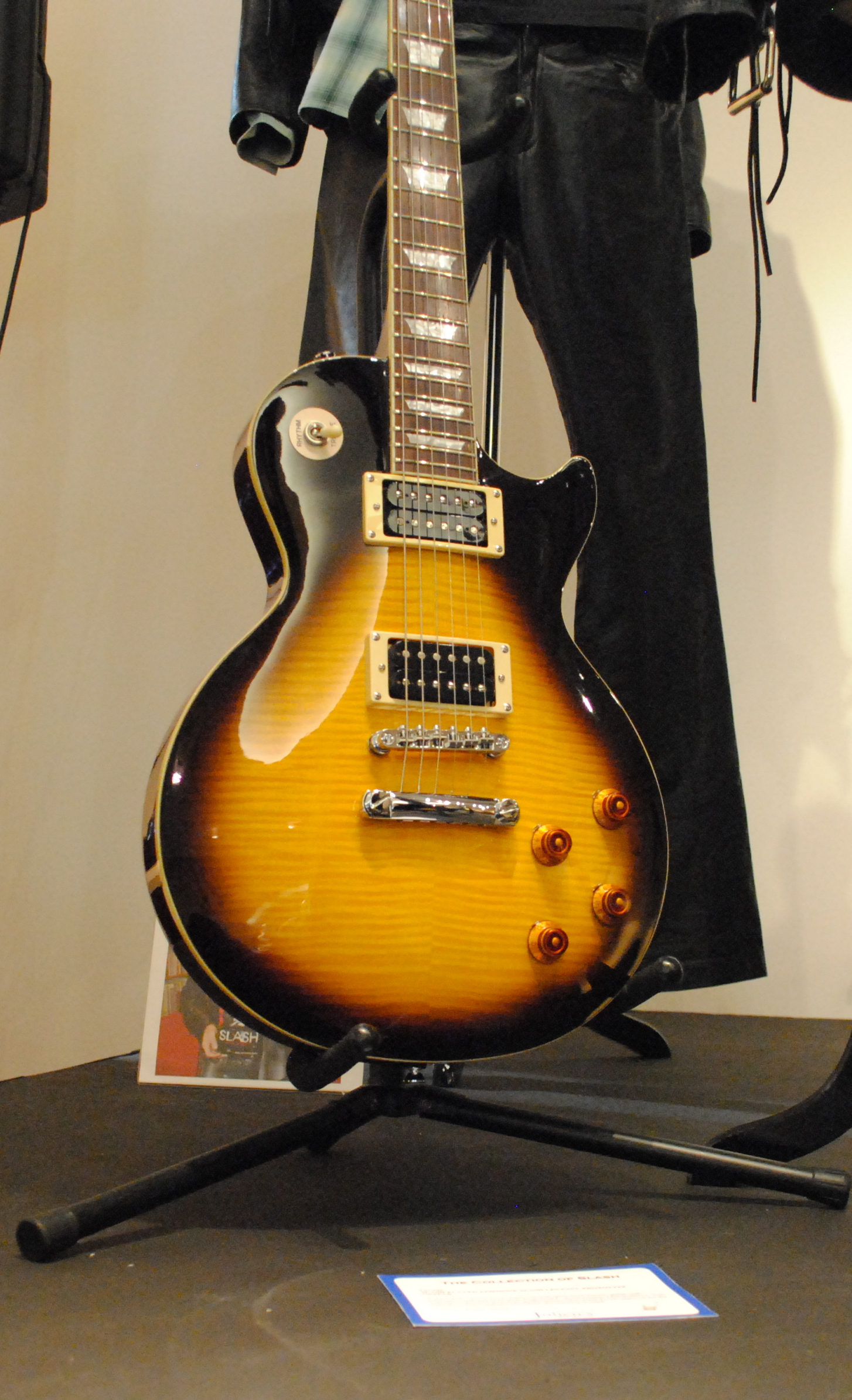
ギブソン『レスポール』シグネイチャーモデル
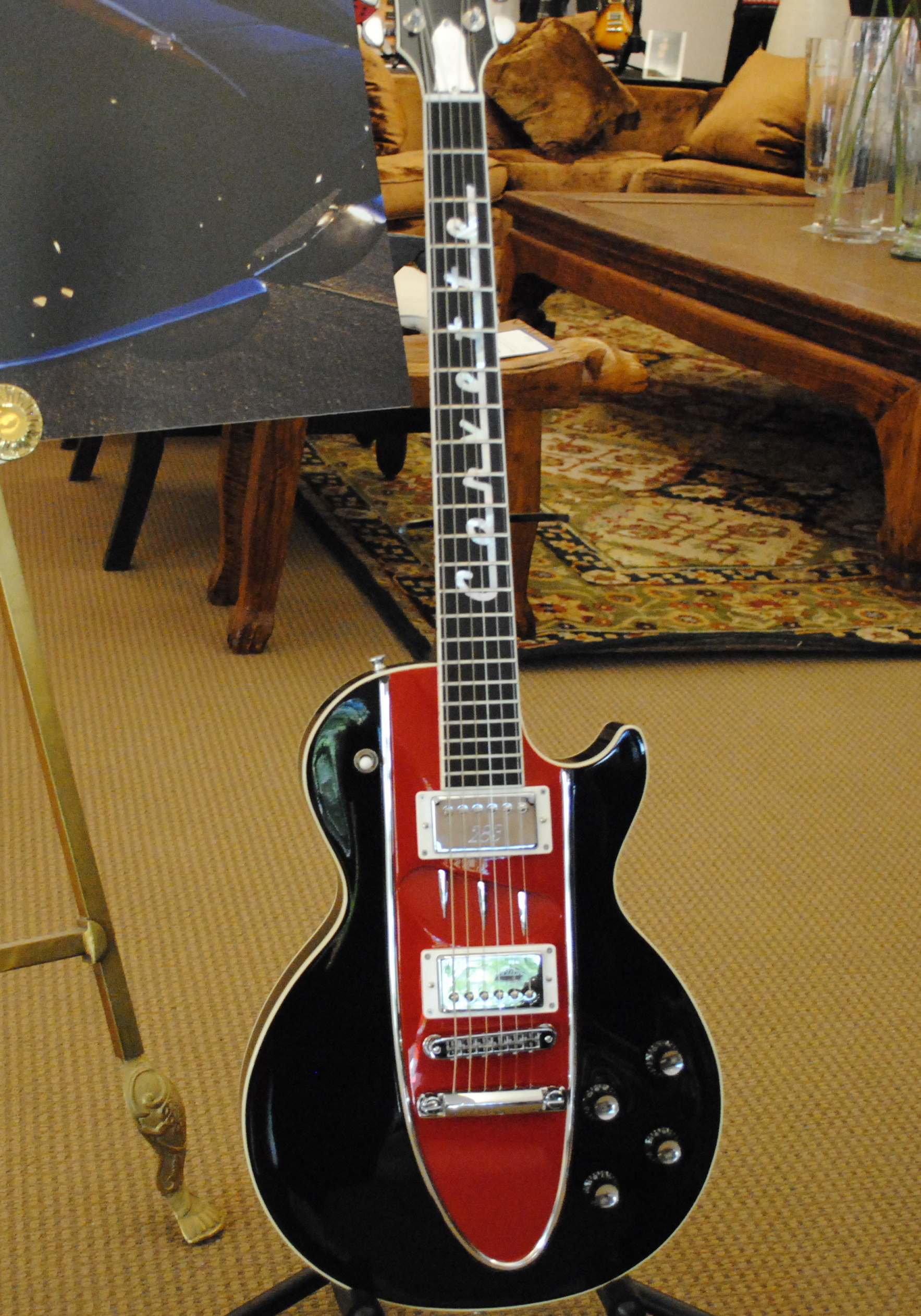
レスポール・コルベットモデル
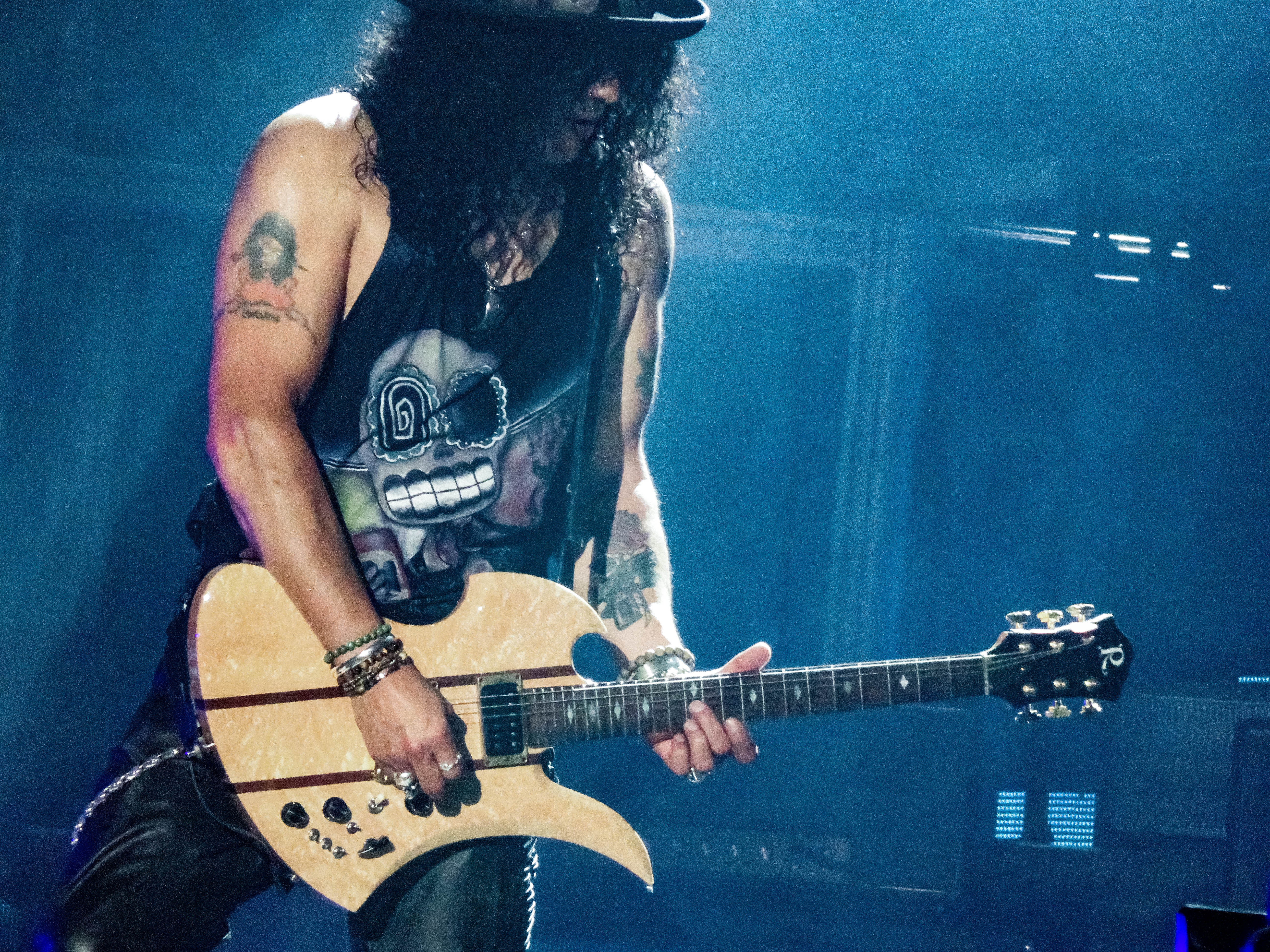
B.C.リッチ『モッキンバード』モデル
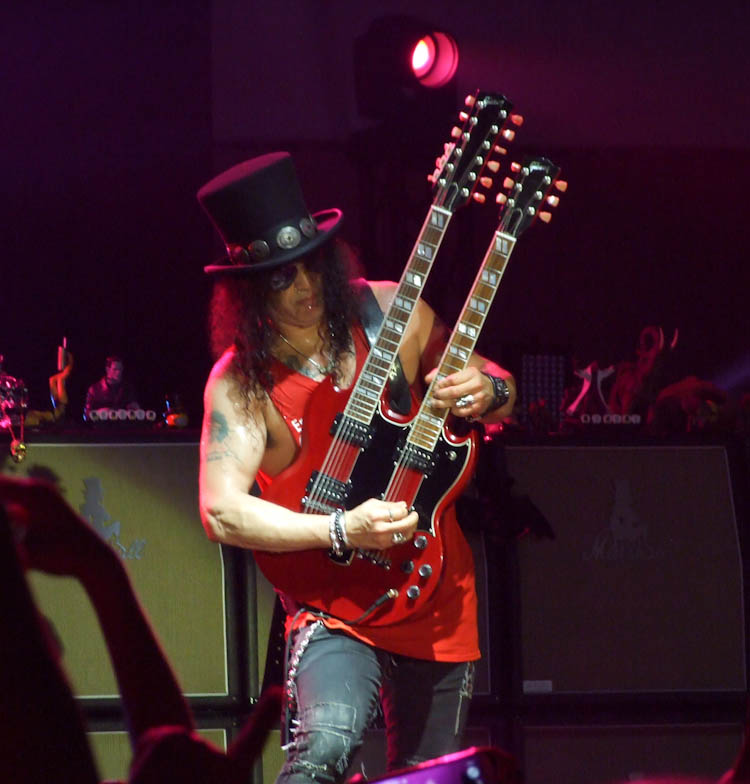
ギブソン・ダブルネック

## ディスコグラフィ

### ソロ・アルバム
- 『スラッシュ』 - Slash (2010年)

### スラッシュ・フィーチャリング・マイルス・ケネディ・アンド・ザ・コンスピレーターズ
- 『アポカリプティック・ラヴ』 - Apocalyptic Love (2012年)
- 『ワールド・オン・ファイアー』 - World on Fire (2014年)
- 『リヴィング・ザ・ドリーム』 - Living the Dream (2018年)
- 『4』 - 4 (2022年)

### スラッシュズ・スネイクピット
- 『イッツ・ファイヴ・オクロック・サムホエア』 - It's Five O'Clock Somewhere (1995年)
- 『エイント・ライフ・グランド』 - Ain't Life Grand (2000年)

### ガンズ・アンド・ローゼズ
- 『アペタイト・フォー・ディストラクション』 - Appetite for Destruction (1987年)
- 『GN'Rライズ』 - G N' R Lies (1988年)
- 『ユーズ・ユア・イリュージョン I』 - Use Your Illusion I (1991年)
- 『ユーズ・ユア・イリュージョン II』 - Use Your Illusion II (1991年)
- 『ザ・スパゲッティ・インシデント?』 - "The Spaghetti Incident?" (1993年)
- 『ライヴ・エラ '87〜'93』 - Live Era '87–'93 (1999年) ※ライブ

### ヴェルヴェット・リヴォルヴァー
- 『コントラバンド』 - Contraband (2004年)
- 『リベルタド』 - Libertad (2007年)